# 马忠法
马忠法（1966年10月—），国际法研究专家，国家知识产权局专家库专家，复旦大学教授。

## 生平
1992年本科毕业于安徽师范大学，同年留校任教。1999年于复旦大学获硕士学位，随后历任上海贝尔阿尔卡特股份有限公司法律顾问，上海汇业律师事务所专职律师。2005年入职复旦大学。2011年至2014年，先后在韩国高丽大学和美国哥伦比亚大学做访问学者。现任复旦大学法学院国际法教授、博士生导师、国际法学科召集人、国际法党支部书记，复旦大学知识产权研究中心常务副主任。

## 学术贡献
主要从事国际技术转让法、国际贸易中的知识产权法、国际（公）法领域研究工作。主持国家社科基金重大项目等课题多项，发表学术论文120余篇，出版专著10部。曾获上海市第九届哲学社会科学著作类三等奖、上海市第十二届哲学社会科学优秀成果获奖论文类二等奖、首届科技法学优秀人才奖等。